# Iuiuniscus iuiuensis
Iuiuniscus iuiuensis es una especie de crustáceo isópodo terrestre cavernícola de la familia Styloniscidae, la única conocida de su género.
También conocida como cochinilla brasileña, es ciega, anfibia y despigmentada, cuenta con placas cónicas en la base de sus patas que le dan aspecto espinoso, para mudar su exoesqueleto construye refugios esféricos de barro, su tamaño es de 9,2 mm. Esta especie solo fue encontrada en una cueva de Brasil cuyas cámaras interiores se inundan durante la época de lluvias.